# Cyttaranthus congolensis
Cyttaranthus es un género monotípico de plantas perteneciente a la familia de las euforbiáceas. Su única especie: Cyttaranthus congolensis, es originaria de África occidental tropical hasta Tanzania.

## Descripción
Es un arbusto que alcanza un tamaño de 1-2,5 m de altura, con un tallo de tallo 2,5-7 cm de diámetro. Se encuentra en la selva lluviosa junto a Gilbertiodendron dewevrei; en bosques caducifolios con Scorodophloeus zenkeri, a veces en formaciones de ribera y bosques pantanosos.

## Taxonomía
Cyttaranthus congolensis fue descrita por Jean Joseph Gustave Léonard y publicado en Bulletin du Jardin Botanique de l'État 25: 288. 1955.